# Philippine Association of the Record Industry

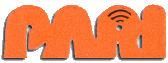

La Philippine Association of Recording Industry, comunemente denominata anche in abbreviato PARI, è un'associazione senza scopo di lucro che rappresenta i dati di vendita provenienti dalle case discografiche musicali nelle Filippine.
Fondata il 10 febbraio 1972, è anche responsabile delle certificazioni delle vendite dei dischi musicali nel Paese e annualmente organizza eventi musicali come gli Awit Awards.